# 더블 (영화)
《더블》(영어: The Double)은 2011년 개봉한 미국의 첩보 영화이다.

## 줄거리
한 상원 의원이 살해되자 중앙정보국(CIA) 국장 톰 하일런드는 은퇴한 요원 폴 셰퍼드슨을 불러 사건을 맡긴다. 교살 수법이 전 소련 첩보원 "캐시어스"의 방식으로 짐작됨에 따라 캐시어스 전문가인 연방수사국(FBI) 요원 벤 기어리가 파트너로 붙는다. 그러나 캐시어스의 정체는 다름 아닌 폴이며, 벤 역시 숨기고 있는 비밀이 있다.

## 출연
- 리처드 기어 - 폴 셰퍼드슨 역
- 토퍼 그레이스 - 벤 기어리 역
- 마틴 신 - 톰 하일런드 역
- 타머 해선 - 보즐로프스키 역
- 스티븐 모이어 - 브루터스 역
- 크리스 마켓 - 올리버 역
- 오뎃 유스트먼 - 내털리 기어리 역
- 스타나 캐틱 - 앰버 역
- 제프리 피어스 - 피어스 요원 역
- 니콜 포레스터 - 몰리 역
- 로런스 길리어드 주니어 - 버턴 요원 역